# Conrad Schumann
Hans Conrad Schumann (n. 28 martie 1942, Amtshauptmannschaft Meißen⁠(d), Regatul Saxoniei, Reich-ul German – d. 20 iunie 1998, Kipfenberg, Bavaria, Germania) a fost un soldat est-german, devenit faimos deoarece a dezertat în Germania de Vest în timpul construcției Zidului Berlinului în 1961.

## Începutul vieții
Născut în Zschochau, Schumann a servit ca soldat în Bereitschaftspolizei est-germană. După trei luni de instruire în Dresda, el a fost detașat în Potsdam, după care s-a oferit voluntar pentru serviciul în Berlin.

## Dezertarea

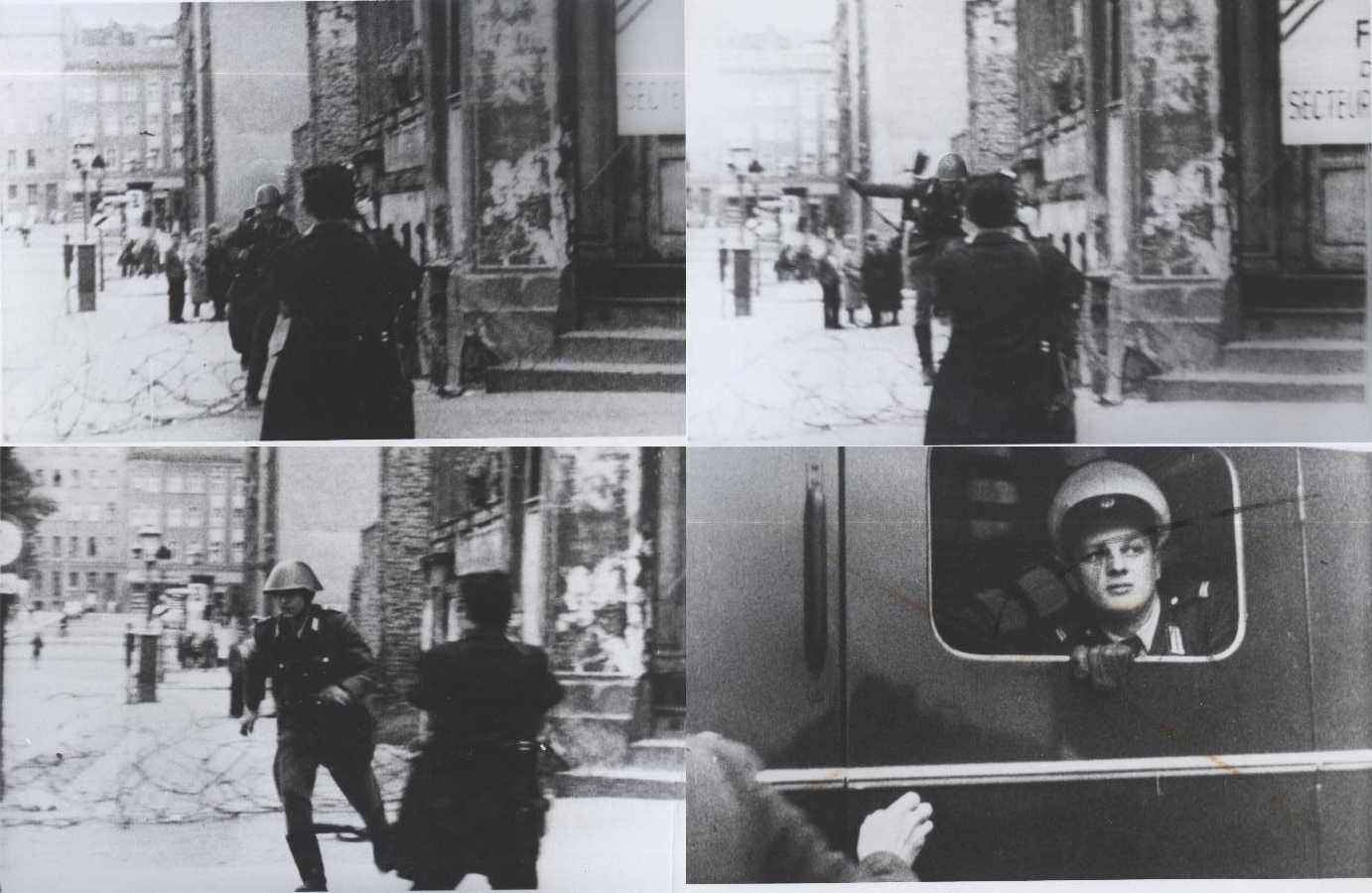
Dezertarea lui Schumann

Pe 15 august 1961, Schumann a fost trimis la colțul dintre Ruppiner Straße și Bernauer Straße să păzească Zidului Berlinului în a treia zi de construcții. La acea vreme, zidul era doar un mic gard de sârmă ghimpată. Pe de altă parte, Vest Germanii strigau la el, Komm' rüber! (Vino!). Schumann a sărit gardul de sârmă ghimpată, aruncând arma din dotare (PPȘ-41), și a fost prompt condus departe de scena incidentului de poliția Berlinului de Vest. Fotograful vest-german, Peter Leibing, a fotografiat dezertarea lui Schumann. Imaginea sa a devenit o imagine-simbol din epoca Războiului Rece. Scena, inclusiv pregătirea lui Schumann, a fost filmată pe 16 mm de film din aceeași perspectivă.
După aceea, lui Schumann i-a fost permis să călătorească din Berlinul de Vest pe teritoriul principal al Germaniei de Vest, unde s-a stabilit în Bavaria. Și-a întâlnit soția, Kunigunde (Gunde), în orașul Günzburg și va avea un fiu cu aceasta. A lucrat timp de 30 de ani la o fabrică Audi din Ingolstadt.

## Restul vieții și moartea
După căderea Zidului Berlinului, Schumann declară că: „Numai din 9 noiembrie 1989 [ziua căderii zidului] m-am simțit cu adevărat liber”. Chiar și așa, el a continuat să se simtă ca acasă în Bavaria mai mult decât în orașul său natal ezitând să-și viziteze parinții și frații săi în Saxonia. La 20 iunie 1998, suferind de depresie, s-a sinucis, spânzurându-se în livada din apropierea orașului Kipfenberg în Bavaria Superioară.
În mai 2011, fotografia lui Schumann "salt în libertate" a fost inclusă de către UNESCO într-o colecție de documente cu privire la căderea Zidului Berlinului.
O sculptură numită Mauerspringer (Walljumper) de Florian și Michael Brauer și Edward Anders, putea fi văzut în apropriere de locul unde a dezertat, dar a fost mutată (Bernauer Straße).

## Legături externe
- cs  Die bekannte Fotografie, die Schumann darstellt
- de  Protokoll und Tonbericht zur Flucht Conrad Schumanns